# Sydney Brodt
Sydney Jane Brodt, född 3 maj 1998 i North Oaks, är en amerikansk ishockeyspelare (forward) som spelar för Linköping HC i SDHL. Hon har även spelat för USA:s landslag.

## Klubbkarriär
Brodt studerade mellan 2016 och 2020 på University of Minnesota Duluth och spelade collegeishockey i Minnesota Duluth Bulldogs. Hon gjorde 98 poäng på totalt 141 matcher i Bulldogs under fyra säsonger. Brodt var blott den andra spelaren genom tiderna i Bulldogs att vara lagkapten i tre säsonger. Efter examen spelade hon under säsongen 2020/2021 ishockey i Professional Women's Hockey Players Association (PWHPA).
Inför säsongen 2021/2022 gick Brodt till Linköping HC.

## Landslagskarriär
Brodt var en del av USA:s landslag som tog guld vid U18-VM 2016 i Kanada. Hon gjorde tre mål och en assist på fem matcher i mästerskapet.
Vid VM 2019 i Finland var Brodt en del av USA:s landslag som tog guld.